# 有線放送電話に関する法律
有線放送電話に関する法律（ゆうせんほうそうでんわにかんするほうりつ、昭和32年6月1日法律第152号）は、有線放送電話の施設の設置や運営を規律に関する法律である。
1957年（昭和32年）6月1日に公布された。

## 概要
有線放送電話役務を第2条第1項に「有線ラジオ放送業務の運用の規正に関する法律第2条に規定する有線ラジオ放送の業務を行うための有線電気通信設備及びこれに附置する送受話器その他の有線電気通信設備を用いて他人の通信を媒介し、その他これらの有線電気通信設備を他人の通信の用に供すること（有線ラジオ放送たるものを除く。）」
有線放送電話業務を第2条第2項に「有線放送電話役務を提供する業務」
と定義していた。
そして、有線電話事業を営もうとする者は、総務大臣（当初は郵政大臣）の許可を得なければならないとされていた。
廃止
平成22年法律第65号による放送法改正により、放送関係法令の約60年ぶりの大幅な統廃合が図られ、本法は改正放送法施行日の2011年（平成23年）6月30日に廃止された。ただし、平成22年法律第65号による放送法改正附則第7条には、施行日に有線放送電話業務の許可を受けている者は本法及び電気通信事業法の適用についてはなお従前の例による旨の経過措置が定められている。